# Port lotniczy Västerås
Port lotniczy Västerås zwany również Hässlö lub Sztokholm–Västerås (kod IATA: VST, kod ICAO: ESOW) – międzynarodowy port lotniczy, położony ok. 5 km na wschód od centrum Västerås, przy drodze E18, 110 km od Sztokholmu, obsługujący jedną linię lotniczą: Ryanair.

## Linie Lotnicze i Połączenia
| Linia lotnicza | Kierunek                                           |
| -------------- | -------------------------------------------------- |
| Ryanair        | 1. Londyn-Stansted Sezonowo: 1. Alicante 2. Malaga |